# Athetis atripuncta
Athetis atripuncta là một loài bướm đêm trong họ Noctuidae.